# Droue-sur-Drouette
Droue-sur-Drouette is een gemeente in het Franse departement Eure-et-Loir (regio Centre-Val de Loire). De plaats maakt deel uit van het arrondissement Chartres. Droue-sur-Drouette telde op 1 januari 2022 1.204 inwoners.

## Geografie
De oppervlakte van Droue-sur-Drouette bedroeg op 1 januari 2022 5,26 vierkante kilometer; de bevolkingsdichtheid was toen 228,9 inwoners per km².

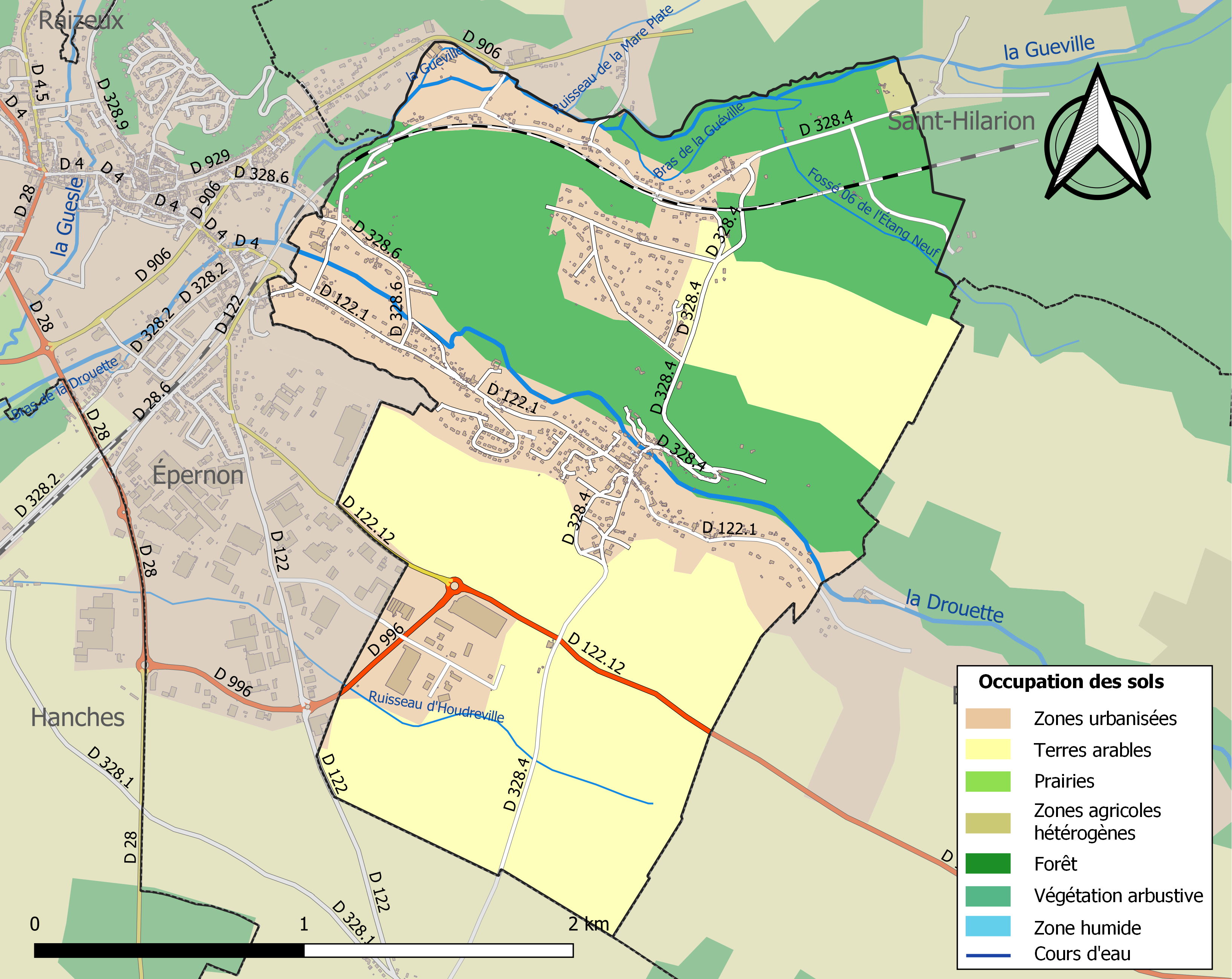
Kaart van de gemeente met belangrijkste infrastructuur, bodemgebruik en omliggende gemeenten

## Demografie
Onderstaande figuur toont het verloop van het inwonertal (bron: INSEE-tellingen).